# Jo Cox
Helen Joanne "Jo" Cox (nhũ danh Leadbeater; 22 tháng 6 năm 1974 – 16 tháng 6 năm 2016) là một chính trị gia Anh thuộc Công đảng Anh. Cô là dân biểu Nghị viện Anh đại diện cho khu vực bầu cử Batley và Spen từ cuộc bầu tháng 5 năm 2015 cho đến khi mất 13 tháng sau đó trong tháng 6 năm 2016, đã duy trì vị trí của mình với sự ủng hộ đa số ngày càng tăng cho Công đảng trong cuộc tổng tuyển cử năm 2015.

## Tiểu sử
Cox sinh ngày 22 tháng 6 năm 1974 ở Batley, West Yorkshire, Anh và lớn lên ở Heckmondwike. Mẹ của cô là một người thư ký trường học còn cha cô làm việc ở nhà máy gel xịt tóc và kem đánh răng. Cô học tại Trường trung học Heckmondwike, trường trung học nhà nước, trước khi theo học ngành chính trị và xã hội ở Pembroke College, Cambridge; cô tốt nghiệp vào năm 1995. Cô là người đầu tiên trong gia đình học đại học Cox cũng học ở Trường Kinh tế London.
Cô tốt nghiệp từ Đại học Cambridge năm 1995, trước khi làm trợ lý chính trị, sau đó làm việc cho tổ chức từ thiện nhân đạo quốc tế Oxfam, nơi cô vươn lên trở thành người đứng đầu bộ phận chính sách. Cô cũng được chọn để tranh cử ở đơn vị bầu cử Batley và Spen sau khi nghị sĩ đương nhiệm trước, Mike Wood của Công đảng, quyết định không tái cử vào năm 2015. Sau khi giành được một ghế trong Nghị viên cho Công đảng, cô đã trở thành một người vận động về các vấn đề liên quan đến cuộc nội chiến Syria, và thành lập nhóm nghị viện tất cả các đảng Những người bạn của Syria, mà cô đã là chủ tịch nhóm. Cô được miêu tả là "một nhà vận động không mệt mỏi cho người tị nạn Syria".

Ngày 16 tháng 6 năm 2016, Cox đã bị bắn và bị đâm nhiều lần trong Birstall, nơi cô đang tiếp xúc cử tri. Cô đã bị rơi vào tình trạng nguy kịch và đã chết vì thương tích khoảng một giờ sau đó. Một người đàn ông 52 tuổi đã bị bắt giữ liên quan đến vụ tấn công.

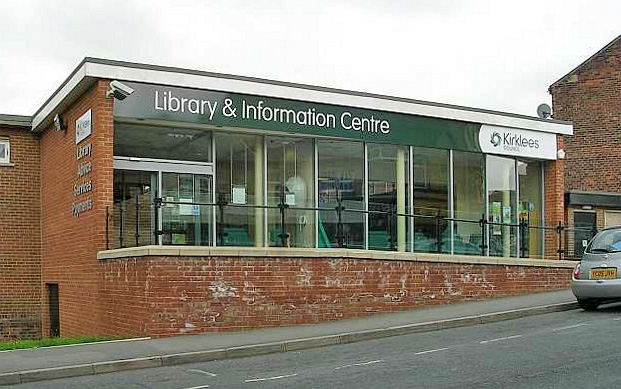
Thư viện ở Birstall nơi Cox tiếp xúc cử tri trước khi bị tấn công